# Saint-Pierre-de-Rivière
Saint-Pierre-de-Rivière – miejscowość i gmina we Francji, w regionie Oksytania, w departamencie Ariège.
Według danych na rok 2010 gminę zamieszkiwało 731 osób, a gęstość zaludnienia wynosiła 311 osób/km².